# Городское поселение посёлок Усть-Омчуг
Городско́е поселе́ние «посёлок Усть-Омчуг» — упразднённое муниципальное образование в Тенькинском районе Магаданской области Российской Федерации.
Административный центр — пгт Усть-Омчуг.

## История
Статус и границы городского поселения установлены Законом Магаданской области от 28 декабря 2004 года № 512-ОЗ «О границах и статусе муниципальных образований в Магаданской области».
Законом Магаданской области от 8 апреля 2015 года № 1887-ОЗ, 1 мая 2015 года городское поселение «посёлок Усть-Омчуг», сельские поселения «посёлок Омчак», «посёлок им. Гастелло» и «посёлок Мадаун» объединены в муниципальное образование «Тенькинский городской округ» с административным центром в посёлке Усть-Омчуг.

## Население
| 2009 | 2010  | 2011  | 2012  | 2013  | 2014  | 2015  |
| ---- | ----- | ----- | ----- | ----- | ----- | ----- |
| 4128 | ↘3914 | ↘3888 | ↘3727 | ↘3609 | ↘3515 | ↘3452 |

## Состав городского поселения
| № | Населённый пункт | Тип населённого пункта      | Население |
| - | ---------------- | --------------------------- | --------- |
| 1 | Усть-Омчуг       | пгт, административный центр | ↗2529     |